# NGC 5414
NGC 5414 is een peculiair sterrenstelsel in het sterrenbeeld Ossenhoeder. Het hemelobject werd op 25 april 1883 ontdekt door de Duitse astronoom Ernst Wilhelm Leberecht Tempel.

## Synoniemen
- UGC 8942
- MCG 2-36-13
- MK 800
- ZWG 74.50
- IRAS 13595+1010
- PGC 49976